# سيمون دوفور
سيمون دوفور (بالفرنسية: Simon Dufour)‏ (و. 1979 – م) هو سباح، من فرنسا، شارك في ألعاب أولمبية صيفية 2008، وألعاب الأولمبياد الصيفية سنة 2004، وألعاب الأولمبياد الصيفية سنة 2000.

## روابط خارجية
- سيمون دوفور على موقع الاتحاد الدولي للسباحة (الإنجليزية)
- سيمون دوفور على موقع SwimRankings.net (الإنجليزية)
- سيمون دوفور على موقع اللجنة الأولمبية الدولية (الإنجليزية)
- سيمون دوفور على موقع أوليمبيديا (الإنجليزية)
- سيمون دوفور على موقع اللجنة الأولمبية الفرنسية (مؤرشف) (الفرنسية)